# مغن
المغني أو المغنية هو الشخص الذي يستخدم صوته/صوتها لإنتاج موسيقى. عادة يرافق المغني موسيقيين وآلات موسيقية. في القاموس مُغَنّ، الْمُغَنِّيٌ هو اسم فاعل من غنَّى ويعني مُطرِب، محترف الغناء.
بينما يقوم أكثر الناس بالغناء من أجل المتعة، تكون المهارة بالغناء عادة مزيج بين الموهبة الفطرية والتدريب الاحترافي. يتم الإشارة إلى من يوفي المتطلبات أعلاه بالمنشد أو المغني أو المطرب.
المغني الرئيسي يقوم بأداء الصوت الرئيسي في الأغنية، بينما يقوم مغني الدعم (أو مغني الكورال) بأداء الأصوات الخلفية أو الألحان.يقوم المغنين المحترفين بالعادة بالتدريب تحت أيدي مدربي أصوات.